# Jadłówek
Jadłówek – kolonia w Polsce położona w województwie podlaskim, w powiecie kolneńskim, w gminie Grabowo.
Na przełomie 1783/1784 wymieniona jako wieś Jadłowko, leżała w parafii Grabowo, dekanat wąsoski diecezji płockiej i była własnością Szczuki i Zdrozdowskiego. W latach 1975–1998 miejscowość administracyjnie należała do województwa łomżyńskiego.